# Dimocarpus yunnanensis
Dimocarpus yunnanensis là một loài thực vật có hoa trong họ Bồ hòn. Loài này được (W.T.Wang) C.Y.Wu & T.L.Ming mô tả khoa học đầu tiên năm 1977.